# Wesley (Name)
Wesley ist als Variante von Westley ein ursprünglich ortsbezogener englischer Familienname und von diesem abgeleiteter männlicher Vorname. Eine insbesondere in den USA auftretende Kurzform des Vornamens ist Wes.

## Herkunft und Bedeutung
Der Name ist abgeleitet von einem Ortsnamen mit der altenglischen Bedeutung „westliche Weide“ (engl. „west meadow“).

## Namensträger

### Künstlername
- Wesley (Fußballspieler, 1980) (Wesley Lopes da Silva; * 1980), brasilianischer Fußballspieler
- Wesley (Fußballspieler, 1981) (Wesley Barbosa de Morais; * 1981), brasilianischer Fußballspieler
- Wesley (Fußballspieler, 1987) (Wesley Lopes Beltrame; * 1987), brasilianischer Fußballspieler
- Wesley (Fußballspieler, 2000) (Wesley David de Oliveira Andrade; * 2000), brasilianischer Fußballspieler
- Wesley (Fußballspieler, 2005) (Wesley Gassova Ribeiro Teixeira; * 2005), brasilianischer Fußballspieler
- Wesley França (Wesley Vinícius França Lima; * 2003), brasilianischer Fußballspieler

### Vorname
- Wesley Addy (1913–1996), US-amerikanischer Theater- und Filmschauspieler
- Wesley Blake (Cory James Weston; * 1987), US-amerikanischer Wrestler
- Wesley Clark (* 1944), General a. D. der US Army
- Wesley Dennis (1903–1966), US-amerikanischer Autor, Maler und Illustrator
- Wesley Hoedt (* 1994), niederländischer Fußballspieler
- Wesley Hunt (* 1981), US-amerikanischer Politiker
- Wesley Jonathan (* 1978), US-amerikanischer Schauspieler
- Wesley Korir (* 1982), kenianischer Marathonläufer und Abgeordneter
- Wesley Landers (1925–1993), US-amerikanischer Jazzmusiker
- Wesley Alex Maiolino (* 1988), brasilianischer Fußballspieler
- Wesley Moodie (* 1979), südafrikanischer Tennisspieler
- Wesley Pardin (* 1990), französischer Handballspieler
- Wesley Pentz (* 1978), US-amerikanischer Musiker und DJ
- Wesley Ruggles (1889–1972), US-amerikanischer Filmregisseur, Produzent und Schauspieler
- Wesley C. Salmon (1925–2001), US-amerikanischer Philosoph und Wissenschaftstheoretiker
- Wesley C. Skiles (1958–2010), US-amerikanischer Höhlentaucher und Unterwasserfotograf
- Wesley Sneijder (* 1984), niederländischer Fußballspieler
- Wesley Snipes (* 1962), US-amerikanischer Schauspieler
- Wesley So (* 1993), philippinischer Schachgroßmeister
- Wesley Sonck (* 1978), belgischer Fußballspieler
- Wesley Tuttle (1917–2003), US-amerikanischer Country-Musiker
- Wesley Vázquez (* 1994), puerto-ricanischer Mittelstreckenläufer
- Wesley Willis (1963–2003), US-amerikanischer bildender Künstler und Musiker
- Wesley Woods (* 1986), US-amerikanischer Pornodarsteller

### Familienname
- Blake Wesley (Eishockeyspieler) (Trevor Blake Wesley; * 1959), kanadischer Eishockeyspieler und -trainer
- Blake Wesley (Basketballspieler) (Blake Carrington Wesley; * 2003), US-amerikanischer Basketballspieler
- Charles Wesley (1707–1788), englischer Theologe
- Charles Wesley junior (1757–1834), englischer Organist und Komponist
- Christopher Wesley (* 1987), deutscher Feldhockeyspieler
- Fred Wesley (* 1943), US-amerikanischer Posaunist
- Garret Wesley, 1. Earl of Mornington (1735–1781), irischer Peer und Komponist
- Glen Wesley (* 1968), kanadischer Eishockeyspieler
- James Paul Wesley (1921–2007), US-amerikanischer Physiker
- John Wesley (Prediger) (1703–1791), anglikanischer Pfarrer und Gründer der methodistischen Bewegung
- John Wesley (Maler) (1928–2022), US-amerikanischer Maler
- John Wesley (Schauspieler) (1947–2019), US-amerikanischer Schauspieler
- John Wesley (Musiker) (* 1962), US-amerikanischer Musiker
- Martin Wesley-Smith (1945–2019), australischer Komponist
- Mary Wesley (1912–2002), britische Romanautorin
- Michael Wesley-Smith (* 1983), neuseeländischer Schauspieler
- Patricia Jabbeh Wesley (* 1955), liberianische Dichterin und Professorin
- Paul Wesley (* 1982), US-amerikanischer Filmschauspieler
- Peter Wesley-Smith, australischer Juraprofessor und Autor
- Robert Wesley-Smith (* 1942), australischer Osttimor-Aktivist
- Rutina Wesley (* 1979), US-amerikanische Schauspielerin
- Samuel Wesley (senior) (1662–1735), englischer Dichter und Theologe
- Samuel Wesley (Komponist) (1766–1837), englischer Organist und Komponist
- Samuel Sebastian Wesley (1810–1876), englischer Komponist
- Susanna Wesley (1699–1742), „Mutter des Methodismus“
- Valerie Wilson Wesley (* 1947), US-amerikanische Journalistin und Schriftstellerin
- William Henry Wesley (1841–1922), englischer Lithograph